# Niki Caro
Nikola Jean "Niki" Caro (Wellington, 20 de septiembre de 1966) es una directora de cine, productora y guionista neozelandesa. Su película Whale Rider fue muy exitosa y ganó varios premios en festivales de cine.

## Primeros años
Caro nació en Wellington, Nueva Zelanda. Asistió a la Universidad Kadimah, Auckland.

## Vida personal
Caro está casada con Andrew Lister: tienen una hija, que nació poco después del éxito de Whale Rider.

## Filmografía
| Año         | Título                    | Créditos                          | Notas                                                        | IMDb   |
| ----------- | ------------------------- | --------------------------------- | ------------------------------------------------------------ | ------ |
| 2023        | La madre                  | Directora                         |                                                              |        |
| 2020        | Mulan                     | Directora                         | Basada en el poema Mulan                                     |        |
| 2017        | The Zookeeper's Wife      | Directora                         |                                                              |        |
| 2017 - 2019 | Anne with an E            | Directora                         | Basado en "Anne of Green Gables" por Lucy Maud Montgomery    |        |
| 2015        | McFarland, USA            | Directora                         |                                                              |        |
| 2009        | The Vintner's Luck        | Directora , guionista, productora | Basada en la novela de Elizabeth Knox                        | [ 4 ]  |
| 2005        | North Country             | Directora                         | Inspirada en el libro de Clara Bingham y Laura Leedy Gansler |        |
| 2002        | Whale Rider               | Directora, guionista              | Basada en la novela de Witi Ihimaera                         | [ 5 ]  |
| 2001-2003   | Mercy Peak                | Directora                         | Serie de televisión en Nueva Zelanda                         | [ 6 ]  |
| 2001-2002   | Being Eve                 | Guionista                         | Serie de televisión en Nueva Zelanda                         | [ 7 ]  |
| 1999        | Jackson's Wharf           | Directora, guionista              | Serie de televisión en Nueva Zelanda                         | [ 8 ]  |
| 1998        | Memory and Desire         | Directora, guionista              | Basada en un relato de Peter Wells                           | [ 10 ] |
| 1996        | Footage                   | Directora                         | Documental                                                   | [ 11 ] |
| 1995        | Plain Tastes              | Directora, escritora              | Drama de televisión                                          | [ 12 ] |
| 1994        | Old Bastards              | Directora, escritora              | Cortometraje                                                 | [ 13 ] |
| 1994        | Sure to Rise              | Directora, escritora              | Cortometraje                                                 | [ 14 ] |
| 1992        | The Minute                |                                   | Cortometraje                                                 | [ 15 ] |
| 1992        | The Summer the Queen Came | Directora, escritora              |                                                              | [ 16 ] |
| 1990        | Bad Note for a Heart      | Directora                         | Vídeo musical                                                | [ 17 ] |